# Dimitri Merejkovski
« Merejkovski » redirige ici. Pour son frère, le biologiste russe, voir Constantin Merejkovski.
 (janvier 2020).
Si vous disposez d'ouvrages ou d'articles de référence ou si vous connaissez des sites web de qualité traitant du thème abordé ici, merci de compléter l'article en donnant les références utiles à sa vérifiabilité et en les liant à la section « Notes et références ».

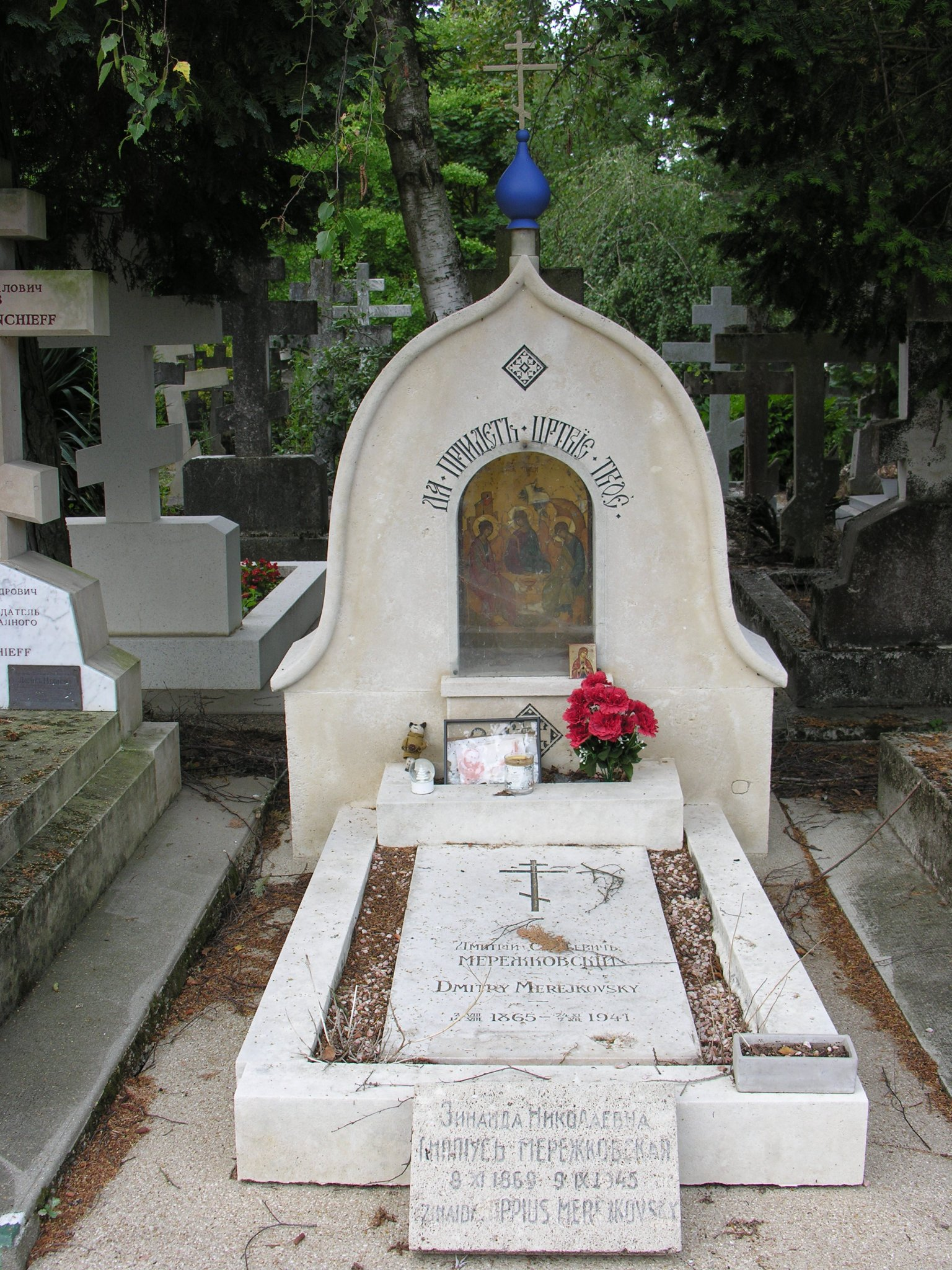
Vue de la sépulture.

Dimitri Merejkovski (en russe : Дмитрий Сергеевич Мережковский, Dmitri Sergueïevitch Merejkovski), né à Saint-Pétersbourg le 2 août 1865 (14 août dans le calendrier grégorien) et mort à Paris 16e le 7 décembre 1941, est un écrivain et critique littéraire russe.
Il est principalement l’auteur de romans historiques et figure parmi les écrivains les plus lus et les plus célèbres du début du XXe siècle.
Ami de Nicolas Berdiaev, proche des socialistes révolutionnaires, il espérait réconcilier Jésus et la révolution et faire de la religion l'âme du socialisme. Sa trilogie Le Christ et l’Antéchrist (1905) lui apporta une gloire mondiale. Fuyant la terreur bolchévique, il s’installe à Paris en 1921 pour y demeurer jusqu’à la fin de ses jours.
Son épouse Zinaïda Hippius partageait ses opinions et fut surnommée par Léon Trotski « la Sorcière ». Comme son mari, elle accueillit avec faveur la chute du régime impérial avant de vouer aux bolchéviques une haine absolue ainsi que l'atteste son singulier Journal sous la terreur (Anatolia, 2006). Ils écrivirent à trois des essais philosophico-politiques avec Dimitri Philosophoff.

## Biographie

### Enfance et adolescence
Dimitri Merejkovski naît dans une famille de la petite noblesse non titrée dont le grand-père - originaire de Petite Russie - est venu servir au régiment Izmaïlovski à Saint-Pétersbourg, sous le règne de Paul Ier. Son père, Sergueï Ivanovitch Merejkovski (1823-1908) est fonctionnaire et poursuit une carrière dans l'administration de la province d'Orenbourg, puis auprès du grand maréchal de la Cour, le comte Chouvalov. Il prend sa retraite en 1881 avec le rang de conseiller secret. Sa mère, née Varvara Vassilievna Tchesnokova, qui était fort belle, est la fille du chef de la chancellerie du directeur de la police de Saint-Pétersbourg.
Il passe son enfance dans une vieille maison à l'angle de la Fontanka et de la Néva, en face du Jardin d'été et parfois sa famille l'emmène en vacances d'été dans le domaine familial de Crimée, près de Yalta. Il a cinq frères et trois sœurs. Il est élevé par une vieille bonne d'enfant russe qui lui raconte la vie des saints et les vieux contes russes, qui le marqueront, et par une gouvernante-économe allemande. Son père semble lointain et égoïste, mais comme son fils plus tard il s'intéresse à l'histoire. La maisonnée repose sur la mère qui est plus accessible et plus proche des préoccupations spirituelles ou intellectuelles que son fils manifeste tôt. Il ressent une impression de solitude et même si l'atmosphère familiale entre frères et sœurs est chaleureuse dans sa prime jeunesse, les liens se distendent au fil des années, car ils ne partagent pas les aspirations de Dimitri.
Dimitri Merejkovski commence ses études au Troisième lycée classique en 1876. Il se souvient surtout dans son Autobiographie de l'atmosphère d'ennui mortel, de bachotage et de discipline qui y règne et ne retient de ses professeurs que Kessler, le professeur de latin, dont il se rappelle la bonté. Il écrit ses premiers vers à l'âge de treize ans, imitant La Fontaine de Bakhtchisaraï de Pouchkine. Au lycée, il affectionne les comédies de Molière et met sur pied un cercle moliéresque. Son père commence à s'intéresser aux goûts littéraires de son fils à l'adolescence. Après la mise à la retraite du père en 1881, la famille déménage au 33 de la rue Znamenskaïa.

### Exil
En décembre 1919, il fuit la Russie, aidé par son ami le peintre et écrivain polonais, Jozef Czapski, reste quelque temps à Varsovie, puis s'installe à Paris. Il a été membre du Comité de secours aux écrivains et savants russes en France, fondé en 1920, dont il a assuré en partie la gestion.
Mort à Paris en 1941, il est enterré au cimetière russe de Sainte-Geneviève-des-Bois.

## Carrière littéraire
Dimitri Merejkovski débute par des poèmes pessimistes et publie en 1893 le célèbre manifeste du symbolisme russe : Des causes de la décadence et des tendances nouvelles de la littérature russe contemporaine », dans lequel il s’élève violemment contre le réalisme des années 1860. 
Se passionnant pour la question de la lutte du christianisme contre le paganisme, il consacre une trilogie romanesque à l’Égypte antique : La Naissance des dieux.Toutânkhamon met en scène le célèbre pharaon, héritier de la couronne, en Crète. Le roman suivant, Akhénaton joie du Soleil, a pour personnages centraux le pharaon réformateur Akhénaton, premier promoteur d’une religion monothéiste et la danseuse Dio, « la perle des mers du Sud », qui a suivi Toutânkhamon à son retour de Crète et est devenue la maîtresse du pharaon. Le troisième roman, L’Ombre de celui qui vient, décrit la chute d’Akhénaton, face aux partisans d’Amon qui refusent sa révolution religieuse. Cette trilogie profondément mystique donne par là même une restitution de l’Égypte antique qui apparaît plus authentique, moins « cliché »  que la multitude de romans consacrés depuis lors au même sujet.
Une seconde trilogie, Le Christ et l’Antéchrist (1895-1904), comporte  La Mort des dieux. Julien l'Apostat, qui fait revivre la figure controversée de l’empereur Julien, dit « l’Apostat » par les chrétiens, alors qu’il n’a en fait jamais accepté la religion nouvelle à laquelle il n’avait feint de croire que sous la contrainte. Ce roman restitue la vie de Julien et l’atmosphère des villes et des camps où sont cantonnées les légions romaines. La Résurrection des dieux. Léonard de Vinci relate la vie tourmentée de cet artiste. La lecture de ce roman a marqué Freud : celui-ci s’inspire d’un passage du roman de Merejkovski évoquant un « souvenir d’enfance » de Léonard (« J’étais couché dans mon berceau, un milan est arrivé près de moi et m’ouvrit les lèvres et à plusieurs reprises y glissa ses plumes comme en signe que toute ma vie je m’occuperais de ses ailes… ») dans son propre ouvrage : « Souvenir d’enfance de Léonard de Vinci », publié en 1910. L’Antéchrist relate le différend tragique entre Pierre le Grand et son fils Alexis que le Tsar fit mettre à mort. Ces romans valurent une grande célébrité à Merejkovski entre les deux guerres mondiales.

## Œuvres

### Romans
Dimitri Merejkovski est principalement connu pour ses romans historiques.
- Le mystère d'Alexandre Ier, Calmann-Lévy, 1922
- Pierre et Alexis, 1902; traduction de Georges Globa, Omnibus, 1995.
- La Résurrection des dieux. Le Roman de Léonard de Vinci, Perrin Et Cie, 1926 ; Presses de la Renaissance, Paris,  2004.
- L'Âme de Dostoïevski, Gallimard
- Compagnons éternels, Gallimard, 1930
- Éternels compagnons de route. Lermontov, Dostoïevsky, Gontcharov, Maïkov, Tiouttchev, Pouchkine, Albin Michel, 1949
- Le Mufle-roi (L'Avènement de Cham), Gallimard
- Sur le chemin d'Emmaüs, Gallimard
- Le Règne de l'Antéchrist, Gallimard, 1938
- Théâtre tragique, Gallimard
- Dante, traduction de Jean Chuzeville, Albin Michel, 1940
- La Mort des dieux. Julien l'apostat, traduction de Henri Mongault, Gallimard, 1957 [Éd. Bossard, 1927]; traduction, préface et notes de Lucile Négel, L'Agly, 1999
- Quatorze décembre, traduction de Michel Dumesnil de Gramont, Gallimard 1961
- L'Antéchrist, Pierre et Alexis, Gallimard
- Gogol et le Diable, Gallimard
- Luther, Gallimard
- Calvin, traduction de Constantin Andronikof, Gallimard, rééd. chez L’Œuvre en 2009
- Vie de Napoléon, traduction de Michel Dumesnil de Gramont Calmann-Levy Éditeurs 1930
- La Naissance des dieux. Toutânkhamon, traduction de Michel Dumesnil de Gramont et Victor Loupan (ru) ; traduction de Lucile Négel, L'Agly, 2001
- Petite Thérèse
- Le Christ qui vient
- Jésus inconnu, Traduction Dumesnil de Gramont, Grasset ed.1936 ;  réédition L'Âge d'homme, 1995

### Théâtre
- La mort de Paul Ier trad. Paul de Chèvremont, Bossard, 1922
- Le Tzarévitch Alexis trad. Michel de Gramont, Bossard, 1922
- Michel Bakounine trad. Michel de Gramont, Bossard, 1922
- La Joie sera trad. Michel de Gramont, Bossard, 1922

### Poésie
- Les Symboles
- Saint François d’Assise

### Essais
- Les Causes de la décadence de la littérature russe
- De Jésus à nous. Paul et Augustin, François d'Assise, Jeanne d'Arc, traduction de Georges Tolstoï et Jean Chuzeville, Albin Michel, 1941
- Atlantide-Europe. Le Mystère de l'Occident
- Les Mystères de l'Orient. Égypte - Babylone, traduction de Michel Dumesnil de Gramont, l'Artisan du Livre, 1927

### Résurrection des dieux
Cet ouvrage publié pour la première fois en 1900 a pour sous-titre Le Roman de Léonard de Vinci. Il retrace la vie et l'œuvre de ce dernier, génie de la Renaissance et inspirateur de mythes ésotériques et religieux. Ce livre est un succès mondial. Il marquera des générations entières. Il est encore considéré de nos jours comme un chef-d'œuvre de la littérature classique, bien que Merejkovski soit tombé dans l'oubli. Par ailleurs, Freud s'en inspire pour écrire Un souvenir d'enfance de Léonard de Vinci et le classe dans ses dix ouvrages préférés.
Il s'inscrit dans une série que l'on pourrait nommer « La vie des dieux ». En effet, elle comporte également les ouvrages La Naissance des dieux, sous-titré  Toutânkhamon en Crète;  La Mort des dieux, sous-titré Julien l'Apostat.